# (12188) Kalaallitnunaat
(12188) Kalaallitnunaat est un astéroïde de la ceinture principale.

## Description
(12188) Kalaallitnunaat est un astéroïde de la ceinture principale. Il fut découvert le 9 août 1978 à La Silla par Richard M. West. Il présente une orbite caractérisée par un demi-grand axe de 2,30 UA, une excentricité de 0,23 et une inclinaison de 5,2° par rapport à l'écliptique.